# Lesbonax (escriptor)
Lesbonax (en llatí Lesbonax, en grec antic Λεσβῶναξ) fou un escriptor grec d'època desconeguda, però no anterior al segle ii. Va viure temps després que el seu homònim Lesbonax, filòsof.
Va escriure un petit tractat titulat περὶ σχημάτων on s'esmenten qüestions gramaticals que no apareixen a cap més llibre, el que la fa una de les obres gramàtiques més importants.